# Harry Escombe
Harry Escombe, född 1838 i London, död den 27 december 1899, var en natalsk politiker.
Escombe emigrerade 1860 till Sydafrika och slog sig ned i Durban först som affärsman, sedan som advokat. År 1872 blev han medlem av Natals lagstiftande råd, deltog 1879-80 i Zulukriget och 1881 i kriget mot Transvaal, tillhörde 1880-83 Natals "executive council" och blev vid införandet i denna koloni av parlamentarisk självstyrelse justitieminister (attorney general) i sir John Robinsons ministär. Vid dennes avgång i februari 1897 blev han premiärminister och skötte även försvars-, justitie- och undervisningsdepartementen samt deltog samma år vid drottning Viktorias regeringsjubileum i de koloniala premiärministrarnas konferens i London. Han avgick i oktober samma år och avled ett par år senare till följd av överansträngning vid sina patriotiska försök att vid boernas infall medverka vid lokalförsvarets ordnande i norra Natal. Escombe inlade stor förtjänst om de för Natals handel betydelsefulla hamnanläggningarna vid Durban.